# Loasa laxa
Loasa laxa là một loài thực vật có hoa trong họ Loasaceae. Loài này được J.F. Macbr. mô tả khoa học đầu tiên năm 1941.